# Nữ Lưu Vương Tọa
Nữ Lưu Vương Tọa (女流王座 Joryu Ouza) là danh hiệu Nữ Lưu thứ sáu của giới Nữ Lưu kì sĩ Nhật Bản. Giải đấu tranh danh hiệu này là Cup Ricoh - Nữ Lưu Vương Tọa chiến (リコー杯女流王座戦 Ricoh-hai Joryu Ouza-sen), đồng tổ chức bởi Ricoh và Liên đoàn Shogi Nhật Bản, với loạt trận tranh danh hiệu Nữ Lưu Vương Tọa tối đa 5 ván, phần thưởng cho người chiến thắng kèm với danh hiệu Nữ Lưu Vương Tọa là 5 triệu Yên (cùng mức tiền thưởng với giải Mynavi Nữ mở rộng), phần thưởng cho người về nhì là một triệu rưỡi Yên.

## Tổng quan
Nữ Lưu Vương Tọa là danh hiệu thứ sáu của thế giới Nữ Lưu kì sĩ, được tổ chức với sự hợp tác của Ricoh - một tập đoàn chuyên về các thiết bị tự động và Liên đoàn Shogi Nhật Bản với mục tiêu sau cùng là phát triển thế giới của các kì thủ nữ và đồng thời phổ biến shogi. Giống với giải Mynavi Nữ mở rộng, giải đấu này cũng mở đăng kí cho các kì thủ nữ nghiệp dư nhưng đối tượng rộng hơn nhiều so với giải đấu của MyNavi khi cho phép bất cứ kì thủ nữ nào đăng kí đều có thể tham gia.
Cùng với mục tiêu toàn cầu hóa shogi, Nữ Lưu Vương Tọa chiến cũng là giải đấu đầu tiên của thế giới shogi cho phép các kì thủ nữ không phải người Nhật Bản tham gia.
Phần thưởng tiền mặt của Nữ Lưu Vương Tọa cũng tương tự 5 triệu Yên như giải Mynavi nữ mở rộng. Trong quá khứ, cả hai giải đấu này khi xuất hiện trên trang chủ của Liên đoàn Shogi Nhật Bản nằm song song với nhau, tuy nhiên sau khi đổi mới giao diện vào tháng chín năm 2016, cả hai giải đấu này đều đã xuất hiện với thứ tự cụ thể.
Ở kì thứ tư, ở ván đấu giữa Nishiyama Tomoka và Hisatsu Tomoko, một máy tính bảng đã được sử dụng để ghi chép diễn tiến ván đấu, và đây là lần đầu tiên điều này xảy ra.

## Thể thức
Một kì Nữ Lưu Vương Tọa chiến hoàn chỉnh sẽ gồm có bốn giai đoạn là Sơ loại Nghiệp dư (アマチュア予選 Amateur Yosen) - Sơ loại thứ Nhất (1次予選 (Nhất thứ dữ soát) Ichi-ji Yosen) - Sơ loại thứ Hai (2次予選 (Nhị thứ dữ soát) Ni-ji Yosen) và cuối cùng là Xác định Khiêu chiến giả (本戦トーナメント (Bản chiến) Honsen Tournament) để tìm ra người thách đấu danh hiệu Nữ Lưu Vương Tọa của đương kim sở hữu khi đó trong Loạt trận tranh danh hiệu (五番勝負 (Ngũ phiên thắng phụ) Goban Shoubu) tối đa 5 ván đấu.
Giai đoạn Sơ loại Nghiệp dư sẽ được tổ chức ở hai địa điểm khác nhau ở hai miền Tây - Đông Nhật Bản. Giai đoạn Sơ loại thứ Nhất được tổ chức hoàn thành trong cùng một ngày để xác định ngay các kì thủ tham gia Sơ loại thứ Hai.

### Sơ loại Nghiệp dư
Các nữ kì thủ nghiệp dư đang không tham gia các tổ chức luyện tập chính thức sẽ được tham gia giai đoạn Sơ loại Nghiệp dư (アマチュア予選 Amateur Yosen) này. Vòng Sơ loại này được tổ chức ở hai địa điểm khác nhau: đối với miền Đông là ở Tokyo - đối với miền Tây là ở Ōsaka. Hai miền không tổ chức trong cùng một ngày nên nếu như một nữ kì thủ thất bại ở một miền - họ có thể tham dự ở miền còn lại vào ngày khác. Tuy nhiên, giai đoạn Sơ loại Nghiệp dư ở mỗi miền giới hạn 64 kì thủ tham gia nên nếu như có nhiều hơn con số 64, sẽ có buổi bốc thăm ngẫu nhiên.
Buổi sáng ngày Sơ loại Nghiệp dư được tổ chức, một vòng Sơ tuyển sẽ được diễn ra mà ở đó chỉ cần kì thủ thắng 2 ván để đi tiếp/thua 2 ván sẽ bị loại. Buổi chiều, vòng playoff sẽ được tổ chức giữa các đối thủ đã qua Sơ tuyển để từ đó chọn ra các kì thủ đi tới Sơ loại thứ Nhất, thường là năm kì thủ ở Tokyo và ba kì thủ ở Osaka.
Trong Sơ loại Nghiệp dư, mỗi ván đấu kì thủ sẽ có 20 phút đồng hồ và 30 giây cho mỗi nước khi sử dụng hết 20 phút này.

### Sơ loại thứ Nhất
Các nữ kì thủ tham gia Sơ loại thứ Nhất (1次予選 (Nhất thứ dữ soát) Ichi-ji Yosen) là các Nữ Lưu kì sĩ không nhận được đặc cách từ các mùa, các kì thủ nữ trong các tổ chức luyện tập chính thức như Trường Đào tạo Kỳ thủ trẻ hay Hội Nghiên tu và các kì thủ nghiệp dư vượt qua giai đoạn Sơ loại Nghiệp Dư. Giống với vòng Sơ loại của Giải Mynavi Nữ mở rộng, tất cả các ván đấu sẽ được tổ chức đồng thời.
Mỗi kì thủ nữ sẽ có 40 phút đồng hồ và cờ một phút sau khi sử dụng hết số thời gian trên.

### Sơ loại thứ Hai
Hai mươi kì thủ nữ vượt qua giai đoạn Sơ loại thứ Nhất và bốn kì thủ thất bại ở vòng 2 giai đoạn Xác định Khiêu chiến giả sẽ được bắt cặp ngẫu nhiên để thi đấu loại trực tiếp trong giai đoạn Sơ loại thứ Hai (2次予選 (Nhị thứ dữ soát) Ni-ji Yosen), nhằm chọn ra 12 kì thủ xuất sắc nhất bước vào giai đoạn xác định người thách đấu cuối cùng.
Mỗi ván đấu, kì thủ nữ sẽ có ba tiếng đồng hồ và cờ một phút sau khi sử dụng hết số thời gian ban đầu.

### Xác định Khiêu chiến giả
Mười hai kì thủ vượt qua giai đoạn Sơ loại thứ Hai và bốn kì thủ tham gia Bán kết của kì Xác định Khiêu chiến giả (本戦トーナメント (Bản chiến) Honsen Tournament) trước đó sẽ được bắt cặp ngẫu nhiên để thi đấu loại trực tiếp nhằm chọn ra người chiến thắng cuối cùng - trở thành khiêu chiến giả của đương kim Nữ Lưu Vương Tọa.
Mỗi ván đấu, kì thủ nữ sẽ có 180 phút byoyomi.

### Loạt trận tranh danh hiệu
Người chiến thắng giai đoạn Xác định Khiêu chiến giả sẽ thi đấu một Loạt trận tranh danh hiệu (五番勝負 (Ngũ phiên thắng phụ) Goban Shoubu) với đương kim Nữ Lưu Vương Tọa, người chiến thắng sẽ trở thành kì thủ sở hữu danh hiệu này. Ở kì 4, do sức khỏe của Satomi Kana - đương kim Nữ Lưu Vương Tọa khi đó không được đảm bảo và cô đã xin rút lui, loạt trận tranh danh hiệu này trở thành cuộc chiến của hai kì thủ nữ bước vào trận chung kết Xác định Khiêu chiến giả.
Mỗi ván đấu, kì thủ tham gia sẽ có 180 phút byoyomi như giai đoạn Xác định Khiêu chiến giả.

## Danh dự Nữ hoàng Vương Tọa
Nếu một kì thủ nữ chiến thắng danh hiệu Nữ Lưu Vương Tọa, cô ấy sẽ đạt đủ điều kiện để nhận danh dự Nữ hoàng Vương Tọa (クイーン王座 Queen Ouza). Tính tới hết năm 2021, Satomi Kana là kì thủ duy nhất đạt được danh dự này.

## Kết quả loạt trận tranh danh hiệu
| Kết quả loạt trận tranh danh hiệu (từ góc nhìn của đương kim Nữ Lưu Vương Tọa) ○：Chiến thắng ●：Thất bại 千：Thiên Nhật Thủ 持：Thế bế tắc \| Tên \| ：Kì thủ đạt được danh hiệu Nữ Lưu Vương Tọa \| Tên \| ：Kì thủ đạt được danh dự Nữ hoàng Vương Tọa \| |                                              |     |                                              |
| Tên | ：Kì thủ đạt được danh hiệu Nữ Lưu Vương Tọa | Tên | ：Kì thủ đạt được danh dự Nữ hoàng Vương Tọa |

| Kì | Năm  | Loạt trận tranh danh hiệu | Loạt trận tranh danh hiệu | Loạt trận tranh danh hiệu | Xác định Khiêu chiến giả | Xác định Khiêu chiến giả | Xác định Khiêu chiến giả |
| Kì | Năm  | Thắng Bán kết 1           | Kết quả                   | Thắng Bán kết 2           | -                        | Top 4                    | Top 4                    |
| -- | ---- | ------------------------- | ------------------------- | ------------------------- | ------------------------ | ------------------------ | ------------------------ |
| 1  | 2011 | Kato Momoko               | ○●○●○                     | Shimizu Ichiyo            | -                        | Nakamura (Marika)        | Ito                      |
|    |      | Đương kim                 | Kết quả                   | Khiêu chiến giả           | Về nhì                   | Top 4                    | Top 4                    |
| 2  | 2012 | Kato Momoko               | ○○○                       | Honda Sayuri              | Satomi                   | Nakamura (Marika)        | Shimizu                  |
| 3  | 2013 | Kato Momoko               | ○●●●                      | Satomi Kana               | Honda                    | Ito                      | Watanabe (Mio)           |
| 4  | 2014 | Kato Momoko               | ○○○                       | Nishiyama Tomoka          | -                        | Nakamura (Marika)        | Ito                      |
| 5  | 2015 | Kato Momoko               | ○●持○●○                   | Ito Sae                   | Tomomi                   | Satomi                   | Nishiyama                |
| 6  | 2016 | Kato Momoko               | ●●●                       | Satomi Kana               | Nishiyama                | Ito                      | Kagawa                   |
| 7  | 2017 | Satomi Kana               | ●●○○○                     | Kato Momoko               | Kagawa                   | Murota                   | Nishiyama                |
| 8  | 2018 | Satomi Kana               | ○○○                       | Shimizu Ichiyo            | Ito                      | Iwane                    | Kato (Momoko)            |
| 9  | 2019 | Satomi Kana               | ●○●●                      | Nishiyama Tomoka          | Ito                      | Kato (Momoko)            | Iwane                    |
| 10 | 2020 | Nishiyama Tomoka          | ○●●○○                     | Satomi Kana               | Ito                      | Yamane                   | Kato (Momoko)            |
| 11 | 2021 | Nishiyama Tomoka          | ●●●                       | Satomi Kana               | Ito                      | Kato (Momoko)            | Yamaguchi (Eriko)        |
| 12 | 2022 | Satomi Kana               | ○●○●○                     | Kato Momoko               | Nishiyama                | Ueda                     | Tsukada                  |
| 13 | 2023 | Satomi Kana               | ○○●○                      | Kato Momoko               | Nishiyama                | Watanabe Mana            | Ueda                     |
| 14 | 2024 | Fukuma Kana               | ○                         | Nishiyama Tomoka          | Kagawa                   | Muroya Yuki              | Kato                     |